# Maldita
Maldita est une telenovela chilienne diffusée depuis le 22 mai 2012 sur Mega, du lundi au jeudi à 23h15.
La série est inédite dans les pays francophones.

## Synopsis
La série est inspirée par la vie de la chilienne María del Pilar Pérez (en).

## Distribution
- Lorene Prieto : Raquel Ibañez (Protagoniste antagonique)
- Harry Geithner : Esteban Zúñiga
- Willy Semler : Alonso Ferrer
- Claudia Burr : Maribel Ibañez
- Pablo Díaz : Gonzalo Zúñiga
- Javiera Díaz de Valdés : Mariana Zúñiga
- César Sepúlveda : David Donoso
- Antonella Ríos : Claudia Montero (Antagoniste)
- Eduardo Paxeco : Manuel Espinoza
- Gabriela Hernández : María Soto (Antagoniste)
- Rodrigo Soto : Juan "El Oreja" Gómez (Antagonist)
- Florencia Díaz : Laura Ferrer
- Pedro Campos : Gabriel Rosetti
- Renato Münster : Jean Paul Piquet (Antagonist)
- Angélica Castro : Fiscal Miranda Barrera
- Remigio Remedy : Comisario Jorge Riquelme
- Claudia Pérez : Juliana Moncada
- Carmen Gloria Bresky : Tamara Muñoz
- Gonzalo Canelo
- María de los Ángeles García : Isabel Benavente

### Participations spéciales
- Edgardo Bruna : Joaquín Ibañez
- Liliana Ross : Antonia
- Cristián de la Fuente
- Andrea Freund
- Glenny Rosado

## Diffusion internationale
- Mega